# Rhagium sinense
Rhagium sinense är en skalbaggsart som beskrevs av Leon Fairmaire 1899. Rhagium sinense ingår i släktet Rhagium och familjen långhorningar. Inga underarter finns listade i Catalogue of Life.